# Розиков, Тагоймурод
Тагоймурод Розиков (род. 26 ноября 1946) — советский таджикский актёр, режиссёр, педагог, профессор, Заслуженный артист Таджикистана, Народный артист Республики Таджикистан (1998).

## Биография
Родился 26 ноября 1946 года в кишлаке Хавза (Дружба) Московского района (ныне Район имени Мир Саида Али Хамадани) Республики Таджикистан в семье дехканина. Отец Шарипов Розик работал бригадиром колхоза, мать Шарипова Лойла работала также в колхозе.

### Учёба
В 1954 году поступает в школу. После окончания первого класса по семейным обстоятельствам его переводят в Файзабадский детский дом «Дубеда». До 1960 года воспитывается в вышеуказанном детском доме, а по окончании 7 классов поступает в Душанбинское музыкальное училище на отделение «народные инструменты». В это время умирает его отец после продолжительной тяжелой болезни . В 1964 году оканчивает данное училище и направляется в Кулябскую музыкальную школу. До 1966 года работает преподавателем музыкальной теории и обучение игры на флейте.
В 1966 году поступает в Московский ГИТИС им. А. В. Луначарского.  Как вспоминает Тагоймурод Розиков: 

Моя заветная мечта в студенческие годы — когда-нибудь поспать досыта. В студенчестве я много работал, чтобы обеспечить себя. Родители не могли мне помочь, отца уже не было, мать воспитывала ещё троих младших братьев и сестер и мне нужно было самому заботиться о себе. Никто никогда и копейкой не помог мне в студенчестве. Я вставал в 6.30 каждое утро. Полтора часа добирался на трамвае и потом на метро до института. После занятий посещал библиотеку. Это было моё самое любимое место. Работал на самых разных работах — разносчиком телеграмм по ночам, почтальоном. В студенческие годы не было ни одного театра, который бы я не посетил. Я два раза в неделю ходил в театр.

Неважно, какие трудности приходится терпеть студентам, пока они стараются получить знание и образование. Важно то, какой опыт человек набирает за эти пять лет студенчества. Этот опыт, включая полученные знания, пригодятся человеку в жизни

### Карьера
В 1971 году окончив институт, направляется Министерством Культуры СССР в г. Душанбе в Таджикский Государственный Молодёжный Театр им. М. Вахидова, в котором работает до настоящего времени в качестве актёра театра и кино. Принимает активное участие в общественной жизни театра. Неоднократно избирался членом, заместителем председателя и председателем местного комитета театра. Также был председателем товарищеского суда, заместителем председателя народного контроля и членом художественного совета театра времён СССР.
В 1977 году ему доверяют образ В. И. Ленина в спектакле «Путеводная звезда» К. Яшена. В 1978 году исполнил роль В. И. Ленина в спектакле «Делегаты Туркестана у В. И. Ленина». В 1982 году создал роль молодого В. И. Ульянова в спектакле «Протест семнадцати» Ю. Лиманова.
C 1976 также преподаёт актёрское мастерство и речь в институте искусств им. М. Турсунзаде. С 1995 года является деканом вышеназванного учебного заведения.
В 1985 году состоялись московские гастроли Молодёжного театра, спектакли которого стали своеобразным творческим отчётом.
Т. Розикову свойственно создание психологически достоверных образов. Общую стилистическую характерность созданных образов актёра составляет сдержанность манер. Эта черта таланта актёра особенно ярко проявилось при воплощении образов П. Корчагина («Драматическая песня» Б. Равенских и М. Анчарова), Шокирова («Гвоздика» Н. Исломова), Саяра («Приехала мама» Ш. Хусаинова), А. Ракитина («Афганец» Г. Соловского), Носира («Бесконечная ночь кукушки» Х. Наими), Шаха («Глаза извечного брата» Н. Табарова).
Роль В. И. Ленина из спектаклей «Путеводная звезда» К. Яшена и «Протест семнадцати» Ю. Лиманова в творческой биографии актёра занимает особое место. Это было крупным достижением всего коллектива.
До настоящего времени сыграл более 60 ролей в театре. В телевизионных сериалах, теленовеллах и кино около 25 ролей.

### Фильм «Боль любви»
В 1989 году выходит последний фильм, снятый в Республике Таджикистан времён СССР, «Боль любви» режиссёра А. Тураева, главную роль в котором сыграл Тагоймурод Розиков. Он играет хромого председателя села Мансура Хотамова, который в годы Великой Отечественной войны отправляет на фронт неугодных ему односельчан.

## Театральные работы
- 1971 — «Трудная старость» (постановка Л. Рахмонова) — Воробьев
- 1971 — «Гибель „Надежды“» (постановка Г. Гейерманса) — Герт
- 1971 — «Лекарь поневоле» (постановка Жан-Батист Мольер) — Леандр, возлюбленный Люсинды
- 1971 — «Криминальное танго» (постановка Э. Ранета) — Лейтенант
- 1972 — «Опавшие осенние листья» (постановка Ф. Гулямовой) — Бахтиёр
- 1972 — «Пещера злых духов» (постановка Г. Сафиева) — Алёша
- 1973 — «С. Амиршоев» (постановка С. Сафарова) — Алёша
- 1973 — «Кот и мышь» (постановка С. Сафаров) — Мышь
- 1973 — «Совесть» (постановка Джона Голсуорси) — Кейс
- 1974 — «Мелодия любви» (постановка Ву Нгуйен) — Полицейский
- 1974 — «Грабители звезд» (постановка Саидмуродова) — Мансур
- 1974 — «Карьера Челестино» (постановка А. Николаи «Зерно риса») — Челестино
- 1975 — «Пятнадцатая весна» (постановка Зак А., Кузнецов И.) — Рейнгольд
- 1976 — «Ночная повесть» (постановка Шаинского) — Марик
- 1977 — «Учитель танцев» (постановка Вега, Лопе де) — Вандолино
- 1977 — «Путеводная звезда» (постановка К. Яшена) — В. И. Ленин
- 1978 — «Делегаты Туркестана» (постановка Ш. Киёмова) — В. И. Ленин
- 1978 — «Дилшод» (постановка А. Сидки) — Муллофаёз
- 1978 — «Великий волшебник» (постановка В. Губарева) — Командир корабля
- 1978 — «Черный всадник» (постановка Боки Рахимзода) — Сабур
- 1979 — «Поэма о любви» (постановка М. Бахти) — Шухрат
- 1979 — «По стопам отцов» (постановка М. Миршакар) — Хуршед
- 1980 — «Пучина» (постановка Александра Островского) — Незнакомец
- 1980 — «Юность Авиценны» (постановка С. Улугзода) — Больной
- 1980 — «Сияющий факел» (постановка А. Рабиева) — Андрей
- 1981 — «Хусрав и Ширин» (постановка Г. Птицына) — Шируя
- 1981 — «Кто, если не ты?!» (постановка В. Суглобова) — Малюга
- 1981 — «Белые голуби» (постановка С. Халимшо) — Баротов
- 1982 — «Много шума из ничего» (постановка У. Шекспира) — Дон Хуан
- 1982 — «Голоса Сталинграда» (постановка М. Каноата) — Немецкий солдат
- 1982 — «Протест семнадцати» (постановка Ю. Лиманова) — В. И. Ульянов
- 1982 — «Драматическая песня» (постановка Б. Равенских и М. Анчарова) — Николай Островский
- 1982 — «Гадальщик Афанди» (постановка А. Бахори) — Афанди
- 1983 — «Гвоздика» (постановка Н. Исломова) — Ш. Шотемуров
- 1983 — «Струны любви» (постановка Кутби Кирома) — Председатель
- 1984 — «Вечная жизнь» (постановка О. Сайфуллоева) — Лахути
- 1985 — «Обвинительное заключение» (постановка Н. Думбадзе) — Исидор Саларидзе
- 1986 — «Перед дождём» (постановка Ато Хамдама) — Председатель колхоза
- 1987 — «Приговор» (постановка Ш. Солеха) — Дед Ризо
- 1987 — «Вперёд Тёти» (постановка Ш. Солеха) — Председатель
- 1987 — «Приехала мама» (постановка Ш. Хусаинова) — Саяр
- 1987 — «Робия Балхи» (постановка А. Атобоева) — Преподаватель медресе
- 1989 — «Афганец» (постановка Г. Соловского) — Андрей
- 1990 — «Пла́ха» (постановка Чингиза Айтматова) — Базарбай Нойгутов
- 1990 — «Капля в море» (постановка М. Холова) — Халимов
- 1990 — «Доброе слово» (постановка В. Суглобова) — Дьявол
- 1991 — «Приключение Хотама Тая» (постановка Джумы Куддуса) — Азраи́л
- 1992 — «Нехочу порока нации» (постановка М. Холова) — Отец
- 1993 — «Рудаки» (постановка С. Улуг-Зода) — Балъани
- 1994 — «Крепкие миндали» (постановка Р. Озчилик) — Проповедник
- 1996 — «Крушение Чамбула» (постановка Сафармухаммада Аюби) — Гуругли
- 1998 — «Отец нации» (постановка А. Бахори) — Визи́рь
- 1998 — «Кораблекрушение» (постановка Джумы Куддуса) — Учитель
- 2000 — «Великий Правитель» (постановка М. Гоиба) — Ходжа Исаак Вали
- 2001 — «Всадник» (постановка О. Сайфуллоева) — Файз Ахмад
- 2001 — «Камикадзе Решето» (постановка Шоди Солеха) — Доце́нт
- 2002 — «Туграл» (постановка К. Кирома и С. Сафарова) — Туграл
- 2005 — «Бесконечная ночь кукушки» (постановка Х. Наими) — Носир
- 2006 — «Карим Девона» (постановка Т. Ахмадхонова) — Мулла Сафар
- 2007 — «Отелло» (постановка Уильяма Шекспира) — Отец Дездемоны
- 2008 — «Высокие каблуки Абдулкасыма» (постановка Т. Ахмадхонова) — Башмачник
- 2008 — «Гурд» (Гвардеец) (по произведению Сафармухаммада Аюби, постановка М. Мирова)
- 2009 — «Глаза извечного брата» (по легенде Стефана Цвейга, постановка Н. Табарова) — Царь
- 2010 — «Добро пожаловать Новый Год» — Дехканин
- 2011 — «Незваный гость» (постановка Шоди Солеха) — Гость
- 2012 — «Подарок из иммиграции» (постановка Шоди Солеха) — Мулла
- 2013 — «Приключение трёх ягнят» (постановка А. Файзиева) — Дехканин
- 2013 — «Луч мудрости» (постановка М. Мирова) — Ведущий
- 2013 — «Кьоджинские перепалки» (постановка Карло ГОЛЬДОНИ) — Падрон Виченцо
- 2014 — «Пятнадцатая весна» (постановка Зак А., Кузнецов И.) — Наумон

## Фильмография
- 1970 — «Один из нас» (Азербайджанфильм) — Проводник
- 1975 — «Последняя охота» (Таджикфильм) — Учитель
- 1977 — «Ткачихи» (Таджикфильм) — Хулиган
- 1979 — «Юности первого утро» (Таджикфильф) — Телохранитель бая
- 1983 — «Охотник из мин-архара» (Таджикфильм) — Басмач
- 1985 — «Капкан для шакалов» (Таджикфильм) — Инспектор ГАИ
- 1989 — «Боль любви» (режиссёр А. Тураев) — Председатель
- 1992 — «Колодец» (режиссёр Джамшед Усманов) — Роющий колодец
- 1993 — «Четвертая сторона треугольника» (режиссёр В. Мирзаянц) — Прокурор
- 1998 — «Полёт пчелы» (Режиссёры: Джамшед Усманов, Мин Бьенг Хун) — Бизнесмен
- 1998 — «С. Шерози» (Таджиктелефильм) — С. Шерози
- 2002 — «Водоворот» (Таджикфильм) — Отец
- 2004 — «В поиске отца» (Таджикфильм) — Журналист
- 2006 — «Ш. Шохин» (Таджикфильм) — Домулло Ахмад
- 2007 — «Последняя надежда» (Таджикфильм) — Отец
- 2008 — «Нишони зиндаги» («Цель жизни») (по роману К. Мирзоева, режиссёр С. Кодири) — Директор школы
- 2009 — «Частная граница» (Таджикфильм) — Маслобойщик
- 2010 — «Комок в горле» (Таджикфильм) — Старик
- 2011 — «Затишье» (Таджикфильм - Синамо) — Дядя Али
- 2012 — «Последний взгляд» (Таджикфильм - Синамо) — Учитель пении
- 2013 — «Я виновен» (Таджикфильм) — Дядя Самъе[5]
- 2018 — «Планета меняет цвет»
- 2020 — «Один на миллион»